# Elecciones estatales de Tlaxcala de 1986
Las elecciones estatales de Tlaxcala de 1986 se llevaron a a cabo el 16 de noviembre de 1986 y en ellas se renovaron los siguientes cargos de elección popular en el Estado de Tlaxcala;
- Gobernadora de Tlaxcala. Titular del Poder Ejecutivo del estado, electo para un periodo de seis años no reelegibles en ningún caso, la  candidata electa fue Beatriz Paredes Rangel.
- 44 ayuntamientos. Compuestos por un Presidente Municipal y regidores, electos para un periodo de tres años no reelegibles para el periodo inmediato.
- 19 Diputados al Congreso del Estado. Electos por mayoría relativa en cada uno de los Distrito Electorales

## Resultados Electorales

### Gobernador
|  | 1.90 % |

|  | 93.11 % |

|  | 1.56 % |

|  | 0.12 % |

|  | 2.97 % |

|  | 0.22 % |

|  | 0.13 % |

|  | 100.00 % |